# تانیا (فیلم)
تانیا (روسی: Светлый путь) یک فیلم به کارگردانی گریگوری الکساندرف است که در سال ۱۹۴۰ منتشر شد. از بازیگران آن می‌توان به لیوبف ارلووا و یوگنی سامویلوف اشاره کرد.